# نتائج منتخب الإمارات لكرة القدم (2000–2009)
المقالة تقدم تفاصيل عن مباريات كرة القدم الدولية التي لعبها منتخب الإمارات العربية المتحدة في الفترة من عام 2000 إلى عام 2009.

## النتائج
| مفتاح | مفتاح |
| ----- | ----- |
|       | فوز   |
|       | تعادل |
|       | خسارة |

### 2000
| 19 فبراير 2000 Oman Cup [الإنجليزية] | سلوفينيا     | 1–1   | الإمارات العربية المتحدة | مسقط (عمان)، عمان                  |
| ??:?? ت ع م+4                        | - Udovič 83' | تقرير | - ياسر سالم علي 87'      | الملعب: مجمع السلطان قابوس الرياضي |

| 21 فبراير 2000 Oman Cup [الإنجليزية] | عمان | 0–1   | الإمارات العربية المتحدة | مسقط (عمان)، عمان                  |
| ??:?? ت ع م+4                        |      | تقرير | - ياسر سالم علي 51'      | الملعب: مجمع السلطان قابوس الرياضي |

| 23 فبراير 2000 Oman Cup [الإنجليزية] | سويسرا | 0–1   | الإمارات العربية المتحدة | مسقط (عمان)، عمان                  |
| ??:?? ت ع م+4                        |        | تقرير | - حيدر ألو علي 86'       | الملعب: مجمع السلطان قابوس الرياضي |

| 16 أغسطس 2000 مباراة ودية | اليابان                                                          | 3–1   | الإمارات العربية المتحدة | هيروشيما، اليابان        |
| ??:?? ت ع م+9             | - هيرواكي موريشيما 11' - شونسوكي ناكامورا 27' - دايسوكي أوكو 87' | تقرير | - Saeed 90'              | الملعب: هيروشيما بيغ آرش |

| 7 سبتمبر 2000 مباراة ودية | لبنان | 0–1   | الإمارات العربية المتحدة       | خيارة، لبنان                       |
| ??:?? ت ع م+3             |       | تقرير | - Al Balooshi [الإنجليزية] 48' | الملعب: Jamal Abdel Nasser Stadium |

| 10 سبتمبر 2000 مباراة ودية | لبنان                                           | 2–2   | الإمارات العربية المتحدة | بيروت، لبنان                           |
| ??:?? ت ع م+3              | - نيوتن سانتوس دي أوليفيرا 45' - هيثم زين 45+2' | تقرير | هدف · هدف                | الملعب: ملعب مدينة كميل شمعون الرياضية |

| 28 سبتمبر 2000 مباراة ودية | السعودية                                                                                            | 6–1   | الإمارات العربية المتحدة | الرياض، السعودية                                                                                   |
| 18:30 ت ع م+3              | - حمزة إدريس 31'، 42' - نواف التمياط 35' - عبد الله سليمان 38' - عبيد الدوسري 53' - طلال المشعل 77' | تقرير | - سعيد الكاس 74'         | الملعب: مدينة الأمير فيصل بن فهد الرياضية الحكم: Abdulhameed Ebrahim (الاتحاد البحريني لكرة القدم) |

| 4 أكتوبر 2000 2000 LG Cup ‏        | الإمارات العربية المتحدة | 1–1 (3–2 ج)                | كوريا الجنوبية    | دبي, الإمارات العربية المتحدة |
| ??:?? ت ع م+4                     | - ياسر سالم علي 34'      | تقرير                      | - إي يونغ بيو 89' | الملعب: استاد آل مكتوم        |
|                                   | ركلات الجزاء             |                            |                   |                               |
| - Saeed - سبيت خاطر - Abdulrehman |                          | - إي دونغ غك - إي يونغ بيو |                   |                               |

| 7 أكتوبر 2000 2000 LG Cup ‏ | الإمارات العربية المتحدة       | 1–0   | الكويت | دبي, الإمارات العربية المتحدة |
| ??:?? ت ع م+4              | - Al Balooshi [الإنجليزية] 88' | تقرير |        | الملعب: استاد آل مكتوم        |

| 12 نوفمبر 2000 مباراة ودية | الإمارات العربية المتحدة | 1–1   | هونغ كونغ                   | أبو ظبي, الإمارات العربية المتحدة |
| ??:?? ت ع م+4              | - ياسر سالم علي ?'       | تقرير | - Chi Yeung [الإنجليزية] ?' | الملعب: مدينة زايد الرياضية       |

| 11 ديسمبر 2000 مباراة ودية | الإمارات العربية المتحدة    | 5–2   | كازاخستان                        | أبو ظبي, الإمارات العربية المتحدة |
| ??:?? ت ع م+4              | هدف · هدف · هدف · هدف · هدف | تقرير | - رسلان بالتييف 11'، 76' (ركلة.) | الملعب: مدينة زايد الرياضية       |

### 2001
| 6 يناير 2001 مباراة ودية | مصر                                    | 2–1   | الإمارات العربية المتحدة      | القاهرة، مصر                                                                |
| 19:00 ت ع م+2            | - أحمد حسام ميدو 50' - إبراهيم حسن 77' | تقرير | - عبد السلام جمعة 31' (ركلة.) | الملعب: ستاد القاهرة الدولي الحكم: جمال الغندور (الاتحاد المصري لكرة القدم) |

| 11 فبراير 2001 مباراة ودية | الإمارات العربية المتحدة | 1–4   | كوريا الجنوبية                                                           | دبي, الإمارات العربية المتحدة       |
| ??:?? ت ع م+4              | - عبد الرحيم جمعة 24'    | تقرير | - سونغ جونغ غك 45' - يو سانغ تشول 65' - سول غي هيون 72' - كو جونغ سو 89' | الملعب: ملعب مكتوم بن راشد آل مكتوم |

| 27 مارس 2001 مباراة ودية | عمان                         | 2–1   | الإمارات العربية المتحدة | مسقط (عمان)، عمان |
| ??:?? ت ع م+4            | - Khamis 1' - هاني الضابط ?' | تقرير | - فهد مسعود ?'           |                   |

| 2 أبريل 2001 تصفيات كأس العالم 2002 – آسيا المرحلة الأولى | الإمارات العربية المتحدة                                                                                 | 6–0   | سريلانكا | العين (أبو ظبي), الإمارات العربية المتحدة |
| 16:00 ت ع م+4                                             | - ياسر سالم علي ?' - Al Shamsi [الإنجليزية] ?' - محمد عمر (لاعب كرة قدم إماراتي) ?'، ?'، ?' - Ibrahim ?' | تقرير |          | الملعب: استاد خليفة بن زايد               |

| 8 أبريل 2001 تصفيات كأس العالم 2002 – آسيا المرحلة الأولى | الهند         | 1–0   | الإمارات العربية المتحدة | بنغالور، الهند                                                                                  |
| 16:00 ت ع م+5:30                                          | - Alberto 71' | تقرير |                          | الملعب: Bangalore Football Stadium الحضور: 12,000 الحكم: Sun Baojie (الاتحاد الصيني لكرة القدم) |

| 14 أبريل 2001 تصفيات كأس العالم 2002 – آسيا المرحلة الأولى | بروناي | 0–12  | الإمارات العربية المتحدة | بندر سري بكاوان، بروناي                                                                              |
| 20:15 ت ع م+7                                              |        | تقرير | - ياسر سالم علي 1'، 58'، 67'، 75'، 81' - محمد عمر (لاعب كرة قدم إماراتي) 12'، 45' - Hussain 27' - سبيت خاطر 38' - عبد السلام جمعة 49' - Momin 50' (ه.ذ.) - فهد مسعود 90' | الملعب: ملعب السلطان حسن البلقية الحضور: 1,000 الحكم: Fong Yau Fat Jame (اتحاد هونغ كونغ لكرة القدم) |

| 26 أبريل 2001 تصفيات كأس العالم 2002 – آسيا المرحلة الأولى | الإمارات العربية المتحدة | 1–0   | الهند | العين (أبو ظبي), الإمارات العربية المتحدة                                                      |
| 19:30 ت ع م+4                                              | - سبيت خاطر 63'          | تقرير |       | الملعب: استاد خليفة بن زايد الحضور: 12,000 الحكم: Halim Abdul Hamid (اتحاد ماليزيا لكرة القدم) |

| 4 مايو 2001 تصفيات كأس العالم 2002 – آسيا المرحلة الأولى | الإمارات العربية المتحدة                                  | 4–0   | بروناي | العين (أبو ظبي), الإمارات العربية المتحدة                                                       |
| 19:30 ت ع م+4                                            | - ياسر سالم علي 20'، 50' - سعيد الكاس 70' - فيصل خليل 86' | تقرير |        | الملعب: استاد خليفة بن زايد الحضور: 7,000 الحكم: Menfi Redha Falah (الاتحاد العراقي لكرة القدم) |

| 11 مايو 2001 تصفيات كأس العالم 2002 – آسيا المرحلة الأولى | اليمن                                      | 2–1   | الإمارات العربية المتحدة | صنعاء، اليمن                                                                                       |
| 16:00 ت ع م+3                                             | - عبد السلام الغرباني 52' - علي النونو 73' | تقرير | - سعيد الكاس 44'         | الملعب: ملعب علي محسن المريسي الحضور: 17,000 الحكم: Mohammad Mansour (الاتحاد اللبناني لكرة القدم) |

| 18 مايو 2001 تصفيات كأس العالم 2002 – آسيا المرحلة الأولى | الإمارات العربية المتحدة                  | 3–2   | اليمن                               | العين (أبو ظبي), الإمارات العربية المتحدة                                                   |
| 19:30 ت ع م+4                                             | - سعيد الكاس 37'، 40' - ياسر سالم علي 45' | تقرير | - علي النونو 39' - عادل السالمي 61' | الملعب: استاد خليفة بن زايد الحضور: 20,000 الحكم: Qasem Shaban (الاتحاد الكويتي لكرة القدم) |

| 2 أغسطس 2001 مباراة ودية | الإمارات العربية المتحدة                  | 2–2   | العراق                          | أبو ظبي, الإمارات العربية المتحدة |
| 19:30 ت ع م+4            | - عبد الرحيم جمعة 67' - ياسر سالم علي 78' | تقرير | - هشام محمد 44' - عماد محمد 57' | الملعب: استاد آل نهيان            |

| 8 أغسطس 2001 مباراة ودية | الإمارات العربية المتحدة | 0–1   | السعودية | أبو ظبي, الإمارات العربية المتحدة                                      |
| 19:30 ت ع م+4            | - إبراهيم سويد 28'       | تقرير |          | الملعب: استاد آل نهيان الحكم: Ali Mandani (الاتحاد الكويتي لكرة القدم) |

| 17 أغسطس 2001 تصفيات كأس العالم 2002 – آسيا المرحلة الثانية | الإمارات العربية المتحدة                                          | 4–1   | أوزبكستان | أبو ظبي, الإمارات العربية المتحدة                                                               |
| 19:30 ت ع م+4                                               | - ياسر سالم علي 21' - Hareb 33' (ركلة.) - Ali 45' - زهير بخيت 85' | تقرير |           | الملعب: مدينة زايد الرياضية الحضور: 15,000 الحكم: كيم يونغ جو (اتحاد كوريا الجنوبية لكرة القدم) |

| 25 أغسطس 2001 تصفيات كأس العالم 2002 – آسيا المرحلة الثانية | الصين                                            | 3–0   | الإمارات العربية المتحدة | شنيانغ، الصين                                                                            |
| 19:30 ت ع م+8                                               | - لي شياوبنغ 2' - تشي هونغ 19' - هاو هايدونغ 33' | تقرير |                          | الملعب: Wulihe Stadium الحضور: 46,000 الحكم: Mongkol Rungklay (اتحاد تايلاند لكرة القدم) |

| 31 أغسطس 2001 تصفيات كأس العالم 2002 – آسيا المرحلة الثانية | الإمارات العربية المتحدة | 0–2   | قطر                                    | أبو ظبي, الإمارات العربية المتحدة                                                               |
| 19:15 ت ع م+4                                               |                          | تقرير | - Hashim 65' - عبد الناصر العبيدلي 71' | الملعب: مدينة زايد الرياضية الحضور: 20,000 الحكم: عبد الرحمن الزيد (الاتحاد السعودي لكرة القدم) |

| 7 سبتمبر 2001 مباراة ودية | السعودية | 0–2   | الإمارات العربية المتحدة                                                      | الدمام، السعودية                                                                         |
| 18:00 ت ع م+3             |          | تقرير | - عبد العزيز العنبري (لاعب كرة قدم إماراتي) 75' - Al Kalbani [الإنجليزية] 89' | الملعب: ملعب الأمير محمد بن فهد الحكم: Abdulaziz Al Dokhail (الاتحاد السعودي لكرة القدم) |

| 14 سبتمبر 2001 تصفيات كأس العالم 2002 – آسيا المرحلة الثانية | عمان          | 1–1   | الإمارات العربية المتحدة | مسقط (عمان)، عمان                                                                                    |
| 19:00 ت ع م+4                                                | - Nairooz 52' | تقرير | - Abdulazeez 13'         | الملعب: مجمع السلطان قابوس الرياضي الحضور: 3,000 الحكم: Hassan Marshoud (الاتحاد الأردني لكرة القدم) |

| 22 سبتمبر 2001 تصفيات كأس العالم 2002 – آسيا المرحلة الثانية | أوزبكستان | 0–1   | الإمارات العربية المتحدة              | طشقند، أوزبكستان                                                                               |
| 19:00 ت ع م+5                                                |           | تقرير | - محمد عمر (لاعب كرة قدم إماراتي) 43' | الملعب: ملعب باختاكور المركزي الحضور: 42,000 الحكم: ماسايوشي أوكادا (اتحاد اليابان لكرة القدم) |

| 27 سبتمبر 2001 تصفيات كأس العالم 2002 – آسيا المرحلة الثانية | الإمارات العربية المتحدة | 0–1   | الصين          | أبو ظبي, الإمارات العربية المتحدة                                                            |
| 18:45 ت ع م+4                                                |                          | تقرير | - تشي هونغ 43' | الملعب: مدينة زايد الرياضية الحضور: 15,000 الحكم: بيتر بريندرغاست (اتحاد جامايكا لكرة القدم) |

| 4 أكتوبر 2001 تصفيات كأس العالم 2002 – آسيا المرحلة الثانية | قطر             | 1–2   | الإمارات العربية المتحدة            | الدوحة، قطر                                                                                       |
| 19:00 ت ع م+3                                               | - وليد حمزة 47' | تقرير | - فيصل خليل 43' - ياسر سالم علي 84' | الملعب: استاد خليفة الدولي الحضور: 8,000 الحكم: Abdulaziz Al Dokhail (الاتحاد السعودي لكرة القدم) |

| 19 أكتوبر 2001 تصفيات كأس العالم 2002 – آسيا المرحلة الثانية | الإمارات العربية المتحدة                                       | 2–2   | عمان                                      | أبو ظبي, الإمارات العربية المتحدة                                                                  |
| 18:30 ت ع م+4                                                | - عبد الرحمن إبراهيم 45' - محمد عمر (لاعب كرة قدم إماراتي) 60' | تقرير | - تقي مبارك السيابي 22' - هاني الضابط 41' | الملعب: مدينة زايد الرياضية الحضور: 40,000 الحكم: Ali Abdulla Mandani (الاتحاد الكويتي لكرة القدم) |

| 25 أكتوبر 2001 تصفيات كأس العالم 2002 (آسيا) | إيران            | 1–0   | الإمارات العربية المتحدة | طهران، إيران                                                                           |
| 17:00 ت ع م+4:30                             | - كريم باقري 45' | تقرير |                          | الملعب: ملعب آزادي الحضور: 40,000 الحكم: كيم يونغ جو (اتحاد كوريا الجنوبية لكرة القدم) |

| 31 أكتوبر 2001 تصفيات كأس العالم 2002 (آسيا) | الإمارات العربية المتحدة | 0–3   | إيران                                               | أبو ظبي, الإمارات العربية المتحدة                                                     |
| 18:30 ت ع م+4                                |                          | تقرير | - علي دائي 7' - كريم باقري 76' - مهرداد ميناوند 79' | الملعب: استاد آل نهيان الحضور: 18,000 الحكم: تورو كاميكاوا (اتحاد اليابان لكرة القدم) |

### 2002
| 17 يناير 2002 كأس الخليج العربي 15 | الإمارات العربية المتحدة | 1–0   | عمان | الرياض، السعودية                          |
| 20:00 ت ع م+3                      | - حيدر ألو علي 12'       | تقرير |      | الملعب: مدينة الملك فهد الرياضية (الرياض) |

| 20 يناير 2002 كأس الخليج العربي 15 | الإمارات العربية المتحدة | 0–2   | قطر                             | الرياض، السعودية                          |
| 20:00 ت ع م+3                      | - عبد الرحمن إبراهيم 78' | تقرير | - جفال راشد 35' - ياسر نظمي 83' | الملعب: مدينة الملك فهد الرياضية (الرياض) |

| 24 يناير 2002 كأس الخليج العربي 15 | السعودية              | 1–0   | الإمارات العربية المتحدة | الرياض، السعودية                          |
| 20:00 ت ع م+3                      | - عبد الله الجمعان 3' | تقرير |                          | الملعب: مدينة الملك فهد الرياضية (الرياض) |

| 27 يناير 2002 كأس الخليج العربي 15 | الإمارات العربية المتحدة | 1–2   | البحرين                                        | الرياض، السعودية                          |
| 20:00 ت ع م+3                      | - عبد الرحمن إبراهيم 78' | تقرير | - حسين علي (لاعب كرة قدم) 31' - سلمان عيسى 90' | الملعب: مدينة الملك فهد الرياضية (الرياض) |

| 29 يناير 2002 كأس الخليج العربي 15 | الكويت                  | 2–1   | الإمارات العربية المتحدة | الرياض، السعودية                          |
| 20:00 ت ع م+3                      | - جاسم الهويدي 31'، 39' | تقرير | - عبد السلام جمعة 65'    | الملعب: مدينة الملك فهد الرياضية (الرياض) |

| 25 سبتمبر 2002 مباراة ودية | عمان      | 2–1   | الإمارات العربية المتحدة | مسقط (عمان)، عمان         |
| ??:?? ت ع م+4              | هدف · هدف | تقرير | هدف                      | الملعب: ستاد محمد بن زايد |

| 16 ديسمبر 2002 مباراة ودية | الإمارات العربية المتحدة                  | 1–2   | مصر                                   | أبو ظبي, الإمارات العربية المتحدة |
| 19:00 ت ع م+4              | - عبد الله علي (لاعب كرة قدم إماراتي) 50' | تقرير | - سيد عبد الحفيظ 6' - أحمد بلال 90+3' | الملعب: ستاد محمد بن زايد         |

### 2003
| 26 يناير 2003 مباراة ودية | الإمارات العربية المتحدة | 1–1   | النرويج               | الشارقة, الإمارات العربية المتحدة |
| 22:00 ت ع م+4             | - محمد راشد سرور 63'     | تقرير | - ثورستين هيلستاد 72' | الملعب: استاد الشارقة             |

| 26 سبتمبر 2003 مباراة ودية | الإمارات العربية المتحدة | 1–4   | البحرين                                                           | العين (أبو ظبي), الإمارات العربية المتحدة |
| ??:?? ت ع م+4              | - فيصل خليل 61'          | تقرير | - سيد محمود جلال 18' - حسين سلمان 49' - طلال يوسف 57' - Jamal 90' | الملعب: ملعب طحنون بن محمد                |

| 11 أكتوبر 2003 مباراة ودية | الإمارات العربية المتحدة         | 2–2   | أوزبكستان                               | دبي, الإمارات العربية المتحدة       |
| 20:00 ت ع م+4              | - فيصل خليل 24' - نواف مبارك 49' | تقرير | - فيكتور كاربينكو 40' - سرفر جباروف 86' | الملعب: ملعب مكتوم بن راشد آل مكتوم |

| 19 أكتوبر 2003 تصفيات كأس آسيا 2004 | تركمانستان              | 1–0   | الإمارات العربية المتحدة | عشق آباد، تركمانستان                    |
| ??:?? ت ع م+5                       | - فلاديمير بايراموف 43' | تقرير |                          | الملعب: ملعب صفرمراد تركمنباشي الأولمبي |

| 30 أكتوبر 2003 تصفيات كأس آسيا 2004 | الإمارات العربية المتحدة | 1–1   | تركمانستان          | الشارقة, الإمارات العربية المتحدة |
| ??:?? ت ع م+4                       | - إسماعيل مطر 58'        | تقرير | - نزار بايراموف 41' | الملعب: استاد الشارقة             |

| 7 نوفمبر 2003 تصفيات كأس آسيا 2004 | سوريا             | 1–3   | الإمارات العربية المتحدة                                   | دمشق، سوريا            |
| ??:?? ت ع م+3                      | - فراس الخطيب 50' | تقرير | - رامي يسلم 74' - محمد راشد سرور 80' - عبد الرحيم جمعة 89' | الملعب: ملعب العباسيين |

| 14 نوفمبر 2003 تصفيات كأس آسيا 2004 | الإمارات العربية المتحدة                                               | 3–1   | سوريا          | الشارقة, الإمارات العربية المتحدة |
| ??:?? ت ع م+4                       | - رامي يسلم 45' - محمد عمر (لاعب كرة قدم إماراتي) 63' - سلطان راشد 78' | تقرير | - رجا رافع 36' | الملعب: استاد الشارقة             |

| 18 نوفمبر 2003 تصفيات كأس آسيا 2004 | الإمارات العربية المتحدة                                                        | 3–1   | سريلانكا     | دبي, الإمارات العربية المتحدة       |
| ??:?? ت ع م+4                       | - محمد عمر (لاعب كرة قدم إماراتي) 11' (ركلة.) - سبيت خاطر 40' - إسماعيل مطر 61' | تقرير | - Channa 31' | الملعب: ملعب مكتوم بن راشد آل مكتوم |

| 22 نوفمبر 2003 تصفيات كأس آسيا 2004 | سريلانكا | 0–3   | الإمارات العربية المتحدة                                           | دبي, الإمارات العربية المتحدة       |
| ??:?? ت ع م+4                       |          | تقرير | - عبد الرحيم جمعة 45+2'، 79' - محمد عمر (لاعب كرة قدم إماراتي) 87' | الملعب: ملعب مكتوم بن راشد آل مكتوم |

| 14 ديسمبر 2003 مباراة ودية | الإمارات العربية المتحدة                                                           | 3–3   | أذربيجان                               | دبي, الإمارات العربية المتحدة       |
| ??:?? ت ع م+4              | - نواف مبارك 5' - محمد راشد سرور 54' - محمد عمر (لاعب كرة قدم إماراتي) 72' (ركلة.) | تقرير | - Nabiyev 26'، 90+1' - كنان كريموف 83' | الملعب: ملعب مكتوم بن راشد آل مكتوم |

| 21 ديسمبر 2003 مباراة ودية | الإمارات العربية المتحدة                      | 2–2   | كينيا                               | أبو ظبي, الإمارات العربية المتحدة |
| ??:?? ت ع م+4              | - محمد عمر (لاعب كرة قدم إماراتي) 41' (ركلة.) | تقرير | - جيمس أوموندي 86' - توم جمعة 90+1' | الملعب: مدينة زايد الرياضية       |

| 26 ديسمبر 2003 كأس الخليج العربي 16 | السعودية                                 | 2–0   | الإمارات العربية المتحدة | مدينة الكويت، الكويت          |
| 22:00 ت ع م+3                       | - محمد الشلهوب 15' (ركلة.) - رضا تكر 83' | تقرير |                          | الملعب: استاد الصداقة والسلام |

| 29 ديسمبر 2003 كأس الخليج العربي 16 | الكويت | 0–2   | الإمارات العربية المتحدة              | مدينة الكويت، الكويت          |
| 22:00 ت ع م+3                       |        | تقرير | - سلطان راشد 70' - محمد راشد سرور 77' | الملعب: استاد الصداقة والسلام |

| 31 ديسمبر 2003 كأس الخليج العربي 16 | الإمارات العربية المتحدة | 0–2   | عمان                                           | مدينة الكويت، الكويت          |
| 22:00 ت ع م+3                       |                          | تقرير | - أحمد كانو 32' - هاشم صالح (لاعب كرة قدم) 51' | الملعب: استاد الصداقة والسلام |

### 2004
| 3 يناير 2004 كأس الخليج العربي 16 | قطر | 0–0   | الإمارات العربية المتحدة | مدينة الكويت، الكويت          |
| 22:00 ت ع م+3                     |     | تقرير |                          | الملعب: استاد الصداقة والسلام |

| 7 يناير 2004 كأس الخليج العربي 16 | البحرين                               | 3–1   | الإمارات العربية المتحدة | مدينة الكويت، الكويت          |
| 22:00 ت ع م+3                     | - طلال يوسف 26'، 80' - صالح فرحان 27' | تقرير | - فيصل خليل 6'           | الملعب: استاد الصداقة والسلام |

| 11 يناير 2004 كأس الخليج العربي 16 | الإمارات العربية المتحدة                                                    | 3–0   | اليمن | مدينة الكويت، الكويت          |
| 22:00 ت ع م+3                      | - محمد عمر (لاعب كرة قدم إماراتي) 5' - Abdulrahman 20' - محمد راشد سرور 86' | تقرير |       | الملعب: استاد الصداقة والسلام |

| 18 فبراير 2004 تصفيات كأس العالم 2006 – آسيا المرحلة الثانية | الإمارات العربية المتحدة | 1–0   | تايلاند | العين (أبو ظبي), الإمارات العربية المتحدة                                               |
| 19:15 ت ع م+4                                                | - محمد راشد سرور 22'     | تقرير |         | الملعب: استاد خليفة بن زايد الحضور: 4,000 الحكم: Sun Baojie (الاتحاد الصيني لكرة القدم) |

| 31 مارس 2004 تصفيات كأس العالم 2006 – آسيا المرحلة الثانية | كوريا الشمالية | 0–0   | الإمارات العربية المتحدة | بيونغيانغ، كوريا الشمالية                                                              |
| 16:00 ت ع م+9                                              |                | تقرير |                          | الملعب: ملعب كيم إل سونغ الحضور: 20,000 الحكم: Zhou Weixin (الاتحاد الصيني لكرة القدم) |

| 31 مايو 2004 مباراة ودية | الإمارات العربية المتحدة                     | 2–3   | البحرين                                                                                 | دبي, الإمارات العربية المتحدة       |
| ??:?? ت ع م+4            | - عبد السلام جمعة 70' - محمد حبيل 76' (ه.ذ.) | تقرير | - سلمان عيسى 40' - حسن الموسوي (لاعب كرة قدم) 48' - حسين علي (لاعب كرة قدم) 74' (ركلة.) | الملعب: ملعب مكتوم بن راشد آل مكتوم |

| 9 يونيو 2004 تصفيات كأس العالم 2006 – آسيا المرحلة الثانية | الإمارات العربية المتحدة                                         | 3–0   | اليمن | العين (أبو ظبي), الإمارات العربية المتحدة                                                        |
| 20:00 ت ع م+4                                              | - راشد عبد الرحمن 24' - محمد عمر (لاعب كرة قدم إماراتي) 28'، 73' | تقرير |       | الملعب: استاد خليفة بن زايد الحضور: 5,000 الحكم: Allabergen Sapaev (اتحاد تركمانستان لكرة القدم) |

| 10 يوليو 2004 مباراة ودية | الصين                       | 2–2   | الإمارات العربية المتحدة          | هوهوت، الصين                    |
| ??:?? ت ع م+8             | - جنغ جي 63'، 90+1' (ركلة.) | تقرير | - سالم خميس 48' - إسماعيل مطر 60' | الملعب: Hohhot People's Stadium |

| 19 يوليو 2004 كأس آسيا 2004 | الكويت                                                         | 3–1   | الإمارات العربية المتحدة | جينان، الصين                                                                                     |
| 21:00 ت ع م+8               | - بشار عبد الله 24' - بدر المطوع 39' (ركلة.) - بشير سعيد o.g.' | تقرير | - محمد راشد سرور 47'     | الملعب: ملعب شاندونغ الإقليمي الحضور: 31,250 الحكم: Naser Al-Hamdan (الاتحاد السعودي لكرة القدم) |

| 23 يوليو 2004 كأس آسيا 2004 | الإمارات العربية المتحدة | 0–2   | كوريا الجنوبية                        | جينان، الصين                                                                                     |
| 21:00 ت ع م+8               |                          | تقرير | - إي دونغ غك 41' - أن جونغ هوان 90+1' | الملعب: ملعب شاندونغ الإقليمي الحضور: 30,000 الحكم: رافشان إيرماتوف (اتحاد أوزبكستان لكرة القدم) |

| 27 يوليو 2004 كأس آسيا 2004 | الأردن | 0–0   | الإمارات العربية المتحدة | بكين، الصين                                                                      |
| 19:00 ت ع م+8               |        | تقرير |                          | الملعب: ملعب العمال الحضور: 25,000 الحكم: طلعت نجم (الاتحاد اللبناني لكرة القدم) |

| 8 سبتمبر 2004 تصفيات كأس العالم 2006 – آسيا المرحلة الثانية | اليمن                                  | 3–1   | الإمارات العربية المتحدة              | صنعاء، اليمن                                                                               |
| 16:00 ت ع م+3                                               | - علي النونو 22'، 77' - Abduljabar 49' | تقرير | - محمد عمر (لاعب كرة قدم إماراتي) 26' | الملعب: ملعب علي محسن المريسي الحضور: 17,000 الحكم: خليل جلال (الاتحاد السعودي لكرة القدم) |

| 8 أكتوبر 2004 مباراة ودية | سنغافورة               | 1–2   | الإمارات العربية المتحدة        | كالانغ (سنغافورة)، سنغافورة |
| ??:?? ت ع م+8             | - ماسرزوان ماستوري 58' | تقرير | - فهد مسعود 25' - سالم خميس 26' | الملعب: استاد جالان بيسار   |

| 13 أكتوبر 2004 تصفيات كأس العالم 2006 – آسيا المرحلة الثانية | تايلاند                                         | 3–0   | الإمارات العربية المتحدة | بانكوك، تايلاند                                                                           |
| 19:00 ت ع م+7                                                | - Jakapong 10' - Nanok 30' - ثردساك تشايمان 67' | تقرير |                          | الملعب: ملعب راجامانغالا الحضور: 15,000 الحكم: يويتشي نيشيمورا (اتحاد اليابان لكرة القدم) |

| 11 نوفمبر 2004 مباراة ودية | الإمارات العربية المتحدة                               | 4–0   | الأردن | دبي, الإمارات العربية المتحدة |
| ??:?? ت ع م+4              | - فيصل خليل 43' - إسماعيل مطر 64' - سبيت خاطر 66'، 82' | تقرير |        | الملعب: استاد راشد            |

| 17 نوفمبر 2004 تصفيات كأس العالم 2006 – آسيا المرحلة الثانية | الإمارات العربية المتحدة | 1–0   | كوريا الشمالية | دبي, الإمارات العربية المتحدة                                                        |
| 18:30 ت ع م+4                                                | - Obaid 58'              | تقرير |                | الملعب: استاد راشد الحضور: 2,000 الحكم: Halim Abdul Hamid (اتحاد ماليزيا لكرة القدم) |

| 22 نوفمبر 2004 مباراة ودية | الإمارات العربية المتحدة                               | 2–3   | بيلاروس                                          | أبو ظبي, الإمارات العربية المتحدة |
| 18:00 ت ع م+4              | - صالح عبيد (لاعب كرة قدم إماراتي) 21' - فهد مسعود 75' | تقرير | - Shkabara 44' - ليانيد كوفيل 60' - Kulchy 90+1' | الملعب: ستاد محمد بن زايد         |

| 27 نوفمبر 2004 مباراة ودية | الإمارات العربية المتحدة | 0–1   | الكويت         | أبو ظبي, الإمارات العربية المتحدة |
| ??:?? ت ع م+4              |                          | تقرير | - Al-Hamad 50' | الملعب: مدينة زايد الرياضية       |

| 3 ديسمبر 2004 مباراة ودية | الإمارات العربية المتحدة | 1–1   | الكويت         | دبي, الإمارات العربية المتحدة |
| ??:?? ت ع م+4             | - بشير سعيد 26'          | تقرير | - Al-Hamad 80' | الملعب: استاد راشد            |

| 10 ديسمبر 2004 كأس الخليج العربي 17 | قطر                              | 2–2   | الإمارات العربية المتحدة                  | الريان (قطر)، قطر        |
| 22:00 ت ع م+3                       | - وليد جاسم 90' - وسام رزق 90+1' | تقرير | - سبيت خاطر 42' (ركلة.) - إسماعيل مطر 83' | الملعب: ملعب جاسم بن حمد |

| 13 ديسمبر 2004 كأس الخليج العربي 17 | عمان                             | 2–1   | الإمارات العربية المتحدة | الريان (قطر)، قطر        |
| 22:00 ت ع م+3                       | - حسن مظفر 73' - بدر الميمني 85' | تقرير | - فهد مسعود 46'          | الملعب: ملعب جاسم بن حمد |

| 16 ديسمبر 2004 كأس الخليج العربي 17 | الإمارات العربية المتحدة | 1–1   | العراق           | الريان (قطر)، قطر              |
| 22:00 ت ع م+3                       | - فيصل خليل 69'          | تقرير | - قصي منير 90+1' | الملعب: Ahmed bin Ali Stadium ‏ |

### 2005
| 9 فبراير 2005 مباراة ودية | الإمارات العربية المتحدة | 1–2   | سويسرا                              | دبي, الإمارات العربية المتحدة       |
| 19:00 ت ع م+4             | - إسماعيل مطر 21'        | تقرير | - دانييل غيغاس 9' - باتريك مولر 79' | الملعب: ملعب مكتوم بن راشد آل مكتوم |

| 24 مايو 2005 كأس كيرين | الإمارات العربية المتحدة | 0–0   | بيرو | تويوتا (آيتشي)، اليابان                                                          |
| 21:00 ت ع م+9          |                          | تقرير |      | الملعب: ملعب تويوتا الحضور: 6,536 الحكم: لوبوش ميخيل (اتحاد سلوفاكيا لكرة القدم) |

| 27 مايو 2005 كأس كيرين | اليابان | 0–1   | الإمارات العربية المتحدة | طوكيو، اليابان                                                                                       |
| 21:00 ت ع م+9          |         | تقرير | - حيدر ألو علي 69'       | الملعب: الملعب الأولمبي الوطني (طوكيو) الحضور: 53,123 الحكم: لوبوش ميخيل (اتحاد سلوفاكيا لكرة القدم) |

| 29 يوليو 2005 Arab Tournament [الإنجليزية] | الإمارات العربية المتحدة | 1–1 (7–6 ج) | الكويت | لانسي (سويسرا)، سويسرا |
| ??:?? ت ع م+2                              |                          | تقرير       |        | الملعب: ملعب جنيف      |

| 31 يوليو 2005 Arab Tournament [الإنجليزية] | مصر | 0–0 (5–4 ج) | الإمارات العربية المتحدة | لانسي (سويسرا)، سويسرا |
| ??:?? ت ع م+2                              |     | تقرير       |                          | الملعب: ملعب جنيف      |

| 23 سبتمبر 2005 مباراة ودية | الإمارات العربية المتحدة | 0–0   | بنين | المنامة، البحرين              |
| ??:?? ت ع م+3              |                          | تقرير |      | الملعب: ملعب الأهلي (البحرين) |

| 11 أكتوبر 2005 مباراة ودية | الإمارات العربية المتحدة                | 2–2   | عمان                                | الريان (قطر)، قطر          |
| ??:?? ت ع م+3              | - إسماعيل مطر 21' - عبد الرحيم جمعة 68' | تقرير | - هاشم صالح (لاعب كرة قدم) 60'، 85' | الملعب: استاد خليفة الدولي |

| 12 نوفمبر 2005 مباراة ودية | الإمارات العربية المتحدة | 0–8   | البرازيل                                                                          | أبو ظبي, الإمارات العربية المتحدة |
| 21:30 ت ع م+4              |                          | تقرير | - كاكا 20' - أدريانو 52' - لوسيو 64' - جونينيو برنامبوكانو 70'، 79' - سيسينيو 90' | الملعب: مدينة زايد الرياضية       |

| 16 نوفمبر 2005 مباراة ودية | سوريا | 0–3   | الإمارات العربية المتحدة                           | قطر |
| 16:00 ت ع م+3              |       | تقرير | - سعيد الكاس 22' - إسماعيل مطر 33' - فيصل خليل 88' |     |

| 2 ديسمبر 2005 مباراة ودية | الإمارات العربية المتحدة | 1–1   | ليبيا           | الشارقة, الإمارات العربية المتحدة |
| 18:15 ت ع م+4             | - نواف مبارك 55'         | تقرير | - عمر داوود 38' | الملعب: ملعب الشارقة للكريكيت     |

### 2006
| 18 يناير 2006 مباراة ودية | الإمارات العربية المتحدة | 1–0   | كوريا الجنوبية | دبي, الإمارات العربية المتحدة                                                             |
| 18:30 ت ع م+4             | - فيصل خليل 22'          | تقرير |                | الملعب: ملعب مكتوم بن راشد آل مكتوم الحكم: Ahmed Hassan Belal (الاتحاد المصري لكرة القدم) |

| 22 فبراير 2006 تصفيات كأس آسيا 2007 | الإمارات العربية المتحدة | 1–0   | عمان | دبي, الإمارات العربية المتحدة                                                       |
| 19:00 ت ع م+4                       | - إسماعيل مطر 15'        | تقرير |      | الملعب: استاد آل مكتوم الحضور: 10,000 الحكم: خليل جلال (الاتحاد السعودي لكرة القدم) |

| 1 مارس 2006 تصفيات كأس آسيا 2007 | باكستان    | 1–4   | الإمارات العربية المتحدة                                                                 | كراتشي، باكستان                                                                                   |
| 21:00 ت ع م+5                    | - Essa 60' | تقرير | - محمد قاسم (لاعب كرة قدم إماراتي) 68' - إسماعيل مطر 78' - سالم سعد 81' - سعيد الكاس 88' | الملعب: People's Football Stadium الحضور: 10,000 الحكم: Satop Tongkhan (اتحاد تايلاند لكرة القدم) |

| 2 مايو 2006 مباراة ودية | الإمارات العربية المتحدة        | 2–1   | سوريا          | دبي, الإمارات العربية المتحدة       |
| 14:00 ت ع م+4           | - نواف مبارك ?' - فيصل خليل 90' | تقرير | - زياد شعبو 2' | الملعب: ملعب مكتوم بن راشد آل مكتوم |

| 8 أغسطس 2006 مباراة ودية | إيران           | 1–0   | الإمارات العربية المتحدة | طهران، إيران                                                                    |
| 18:00 ت ع م+3:30         | - رضا عنايتي 5' | تقرير |                          | الملعب: ملعب آزادي الحضور: 4,000 الحكم: Mahmoud Rafiei (اتحاد إيران لكرة القدم) |

| 16 أغسطس 2006 تصفيات كأس آسيا 2007 | الأردن         | 1–2   | الإمارات العربية المتحدة                              | عمان (مدينة)، الأردن                                                                                     |
| 19:15 ت ع م+3                      | - رأفت علي 88' | تقرير | - محمد عمر (لاعب كرة قدم إماراتي) 52' - سبيت خاطر 67' | الملعب: ستاد عمان الدولي الحضور: 18,000 الحكم: Naser Al Hamdan [الإنجليزية] (الاتحاد السعودي لكرة القدم) |

| 27 أغسطس 2006 مباراة ودية | السعودية       | 1–0   | الإمارات العربية المتحدة | جدة، السعودية                                                                                   |
| 21:00 ت ع م+3             | - صالح بشير 9' | تقرير |                          | الملعب: مدينة الأمير عبد الله الفيصل الرياضية الحكم: Ali Al-Mutlaq (الاتحاد السعودي لكرة القدم) |

| 6 سبتمبر 2006 تصفيات كأس آسيا 2007 | الإمارات العربية المتحدة | 0–0   | الأردن | دبي, الإمارات العربية المتحدة                                                                  |
| 19:15 ت ع م+4                      |                          | تقرير |        | الملعب: ملعب مكتوم بن راشد آل مكتوم الحضور: 9,000 الحكم: سعد كميل (الاتحاد الكويتي لكرة القدم) |

| 11 أكتوبر 2006 تصفيات كأس آسيا 2007 | عمان                                | 2–1   | الإمارات العربية المتحدة              | مسقط (عمان)، عمان                                                                                 |
| 22:00 ت ع م+4                       | - حسن مظفر 24' - إسماعيل العجمي 28' | تقرير | - محمد عمر (لاعب كرة قدم إماراتي) 57' | الملعب: مجمع السلطان قابوس الرياضي الحضور: 28,000 الحكم: Huang Junjie (الاتحاد الصيني لكرة القدم) |

| 15 نوفمبر 2006 تصفيات كأس آسيا 2007 | الإمارات العربية المتحدة                               | 3–2   | باكستان                          | أبو ظبي, الإمارات العربية المتحدة                                                                   |
| 18:15 ت ع م+4                       | - Abbas 54' - محمد عمر (لاعب كرة قدم إماراتي) 58'، 73' | تقرير | - نفيد أكرم 23' - تنوير أحمد 67' | الملعب: ستاد محمد بن زايد الحضور: 6,000 الحكم: Subrata Sarkar [الإنجليزية] (اتحاد الهند لكرة القدم) |

| 6 ديسمبر 2006 مباراة ودية | الإمارات العربية المتحدة                     | 2–5   | بولندا                                                            | أبو ظبي, الإمارات العربية المتحدة                                                |
| 18:00 ت ع م+4             | - سبيت خاطر 26' - محمد راشد سرور 86' (ركلة.) | تقرير | - بارتلوميج جرزيلاك 8'، 50' - مارتشين فاشيليفسكي 17' - Magdoń 87' | الملعب: مدينة زايد الرياضية الحكم: عبد الله الهلالي (الاتحاد العماني لكرة القدم) |

| 10 ديسمبر 2006 مباراة ودية | الإمارات العربية المتحدة | 1–2   | سلوفاكيا                          | أبو ظبي, الإمارات العربية المتحدة |
| 18:15 ت ع م+4              | - إسماعيل مطر 90+1'      | تقرير | - Jonáš 50' - لوبومير ميخاليك 53' | الملعب: مدينة زايد الرياضية       |

### 2007
| 12 يناير 2007 مباراة ودية | الإمارات العربية المتحدة | 0–2   | إيران                                        | أبو ظبي, الإمارات العربية المتحدة |
| 18:30 ت ع م+4             |                          | تقرير | - رسول خطيبي 26' (ركلة.) - إبراهيم صادقي 90' | الملعب: استاد آل نهيان            |

| 17 يناير 2007 كأس الخليج العربي 18 | الإمارات العربية المتحدة | 1–2   | عمان                           | أبو ظبي, الإمارات العربية المتحدة |
| 19:00 ت ع م+4                      | - إسماعيل مطر 65'        | تقرير | - فوزي بشير 36' - عماد الحوسني | الملعب: مدينة زايد الرياضية       |

| 20 يناير 2007 كأس الخليج العربي 18 | الإمارات العربية المتحدة                                     | 2–1   | اليمن               | أبو ظبي, الإمارات العربية المتحدة |
| 22:00 ت ع م+4                      | - محمد عمر (لاعب كرة قدم إماراتي) 2' (ركلة.) - بشير سعيد 64' | تقرير | - علاء الصاصي 90+2' | الملعب: ستاد محمد بن زايد         |

| 23 يناير 2007 كأس الخليج العربي 18 | الإمارات العربية المتحدة                | 3–2   | الكويت                                      | أبو ظبي, الإمارات العربية المتحدة |
| 22:00 ت ع م+4                      | - إسماعيل مطر 1'، 90+1' - فيصل خليل 33' | تقرير | - بدر المطوع 31' - Al Fahd [الإنجليزية] 35' | الملعب: ستاد محمد بن زايد         |

| 27 يناير 2007 كأس الخليج العربي 18 | السعودية | 0–1   | الإمارات العربية المتحدة | أبو ظبي, الإمارات العربية المتحدة |
| 21:00 ت ع م+4                      |          | تقرير | - إسماعيل مطر 90+1'      | الملعب: مدينة زايد الرياضية       |

| 30 يناير 2007 كأس الخليج العربي 18 | عمان | 0–1   | الإمارات العربية المتحدة | أبو ظبي, الإمارات العربية المتحدة |
| 21:00 ت ع م+4                      |      | تقرير | - إسماعيل مطر 72'        | الملعب: مدينة زايد الرياضية       |

| 24 يونيو 2007 مباراة ودية | الإمارات العربية المتحدة | 0–2   | السعودية                          | كالانغ (سنغافورة)، سنغافورة      |
| 14:00 ت ع م+8             |                          | تقرير | - سعد الحارثي 49' - مالك معاذ 57' | الملعب: الملعب الوطني (سنغافورة) |

| 27 يونيو 2007 مباراة ودية | البحرين                                       | 2–2   | الإمارات العربية المتحدة         | بيتالينغ جايا، ماليزيا     |
| 11:00 ت ع م+8             | - سيد محمود جلال 11' - جيسي جون أوكوونوان 88' | تقرير | - محمد الشحي 35' - يوسف جابر 49' | الملعب: ملعب بيتالينغ جايا |

| 1 يوليو 2007 مباراة ودية | الإمارات العربية المتحدة | 1–0   | كوريا الشمالية | Jurong West، سنغافورة                    |
| 13:30 ت ع م+8            | - يوسف جابر 52'          | تقرير |                | الملعب: مركز غرب جورونج للرياضة والترفيه |

| 8 يوليو 2007 كأس آسيا 2007 | فيتنام                                    | 2–0   | الإمارات العربية المتحدة | هانوي، فيتنام                                                                          |
| 19:30 ت ع م+7              | - هوينه كوانغ ثانه 64' - لي كونغ فينه 73' | تقرير |                          | الملعب: ملعب ماي دينه الوطني الحضور: 39,450 الحكم: طلعت نجم (اتحاد تايلاند لكرة القدم) |

| 13 يوليو 2007 كأس آسيا 2007 | الإمارات العربية المتحدة | 1–3   | اليابان                                                    | هانوي، فيتنام                                                                               |
| 20:30 ت ع م+7               | - سعيد الكاس 66'         | تقرير | - ناوهيرو تاكاهارا 22'، 27' - شونسوكي ناكامورا 42' (ركلة.) | الملعب: ملعب ماي دينه الوطني الحضور: 5,000 الحكم: Satop Tongkhan (اتحاد تايلاند لكرة القدم) |

| 16 يوليو 2007 كأس آسيا 2007 | قطر                          | 1–2   | الإمارات العربية المتحدة           | مدينة هو تشي منه، فيتنام                                                         |
| 17:15 ت ع م+7               | - سباستيان سوريا 42' (ركلة.) | تقرير | - سعيد الكاس 60' - فيصل خليل 90+4' | الملعب: ملعب كوان كو 7 الحضور: 3,000 الحكم: مسعود مرادي (اتحاد إيران لكرة القدم) |

| 12 سبتمبر 2007 مباراة ودية | سنغافورة            | 1–1   | الإمارات العربية المتحدة | Jurong West، سنغافورة                    |
| 15:30 ت ع م+8              | - جون ويلكينسون 39' | تقرير | - فيصل خليل 70'          | الملعب: مركز غرب جورونج للرياضة والترفيه |

| 23 سبتمبر 2007 مباراة ودية | الإمارات العربية المتحدة | 1–1   | لبنان             | دبي, الإمارات العربية المتحدة       |
| 22:00 ت ع م+4              | - راشد عبد الرحمن 17'    | تقرير | - محمود العلي 18' | الملعب: ملعب مكتوم بن راشد آل مكتوم |

| 3 أكتوبر 2007 مباراة ودية | تايلاند              | 1–1   | الإمارات العربية المتحدة | بانكوك، تايلاند               |
| 17:30 ت ع م+7             | - بيبات تونكانيا 73' | تقرير | - عامر مبارك 89'         | الملعب: Suphachalasai Stadium |

| 8 أكتوبر 2007 المرحلة الأولى في تصفيات آسيا لكأس العالم 2010 | فيتنام | 0–1   | الإمارات العربية المتحدة | هانوي، فيتنام                                                                                 |
| 20:30 ت ع م+7                                                |        | تقرير | - بشير سعيد 79'          | الملعب: ملعب ماي دينه الوطني الحضور: 20,000 الحكم: يويتشي نيشيمورا (اتحاد اليابان لكرة القدم) |

| 17 أكتوبر 2007 مباراة ودية | الإمارات العربية المتحدة | 0–1   | تونس               | أبو ظبي, الإمارات العربية المتحدة |
| 19:00 ت ع م+4              |                          | تقرير | - تيجاني بلعيد 29' | الملعب: مدينة زايد الرياضية       |

| 28 أكتوبر 2007 المرحلة الأولى في تصفيات آسيا لكأس العالم 2010 | الإمارات العربية المتحدة                                                                       | 5–0   | فيتنام | أبو ظبي, الإمارات العربية المتحدة                                                              |
| 19:00 ت ع م+4                                                 | - إسماعيل مطر 13' - أحمد دادا 40' - محمد الشحي 53' - نواف مبارك 90' - سعيد الكاس 90+4' (ركلة.) | تقرير |        | الملعب: ستاد محمد بن زايد الحضور: 12,000 الحكم: صبح الدين محمد صالح (اتحاد ماليزيا لكرة القدم) |

| 17 نوفمبر 2007 Four Nations Tournament [الإنجليزية] | بنين            | 1–0   | الإمارات العربية المتحدة | أكرا، غانا                |
| 15:00 ت ع م±0                                       | - أبو مايغا 46' | تقرير |                          | الملعب: ملعب أكرا الرياضي |

| 21 نوفمبر 2007 Four Nations Tournament [الإنجليزية] | الإمارات العربية المتحدة | 0–5   | توغو                                                                                      | أكرا، غانا                |
| 15:00 ت ع م±0                                       |                          | تقرير | - Cissé 20' - حميد فاخر 68' (ه.ذ.) - Sapol 73' - توماس دوسيفي 82' - إيمانويل أديبايور 84' | الملعب: ملعب أكرا الرياضي |

### 2008
| 10 يناير 2008 مباراة ودية | الإمارات العربية المتحدة | 0–0   | الصين | دبي, الإمارات العربية المتحدة       |
| 19:15 ت ع م+4             |                          | تقرير |       | الملعب: ملعب مكتوم بن راشد آل مكتوم |

| 31 يناير 2008 مباراة ودية | الإمارات العربية المتحدة | 0–1   | العراق              | أبو ظبي, الإمارات العربية المتحدة |
| 19:15 ت ع م+4             |                          | تقرير | - هوار ملا محمد 26' | الملعب: استاد آل نهيان            |

| 6 فبراير 2008 المرحلة الثالثة في تصفيات آسيا لكأس العالم 2010 | الإمارات العربية المتحدة        | 2–0   | الكويت | أبو ظبي, الإمارات العربية المتحدة                                                            |
| 19:15 ت ع م+4                                                 | - محمد الشحي 5' - فيصل خليل 53' | تقرير |        | الملعب: ستاد محمد بن زايد الحضور: 19,000 الحكم: رافشان إيرماتوف (اتحاد أوزبكستان لكرة القدم) |

| 19 مارس 2008 مباراة ودية | عمان            | 1–1   | الإمارات العربية المتحدة                           | مسقط (عمان)، عمان                  |
| 14:00 ت ع م+4            | - طلال خلفان 5' | تقرير | - عبد الله مال الله (لاعب كرة قدم مواليد 1983) 85' | الملعب: مجمع السلطان قابوس الرياضي |

| 26 مارس 2008 المرحلة الثالثة في تصفيات آسيا لكأس العالم 2010 | سوريا          | 1–1   | الإمارات العربية المتحدة | دمشق، سوريا                                                                         |
| 14:30 ت ع م+2                                                | - زياد شعبو 2' | تقرير | - إسماعيل مطر 54'        | الملعب: ملعب العباسيين الحضور: 35,000 الحكم: Sun Baojie (الاتحاد الصيني لكرة القدم) |

| 2 يونيو 2008 المرحلة الثالثة في تصفيات آسيا لكأس العالم 2010 | إيران | 0–0   | الإمارات العربية المتحدة | طهران، إيران                                                                            |
| 19:00 ت ع م+4:30                                             |       | تقرير |                          | الملعب: ملعب آزادي الحضور: 50,000 الحكم: Lee Gi-young (اتحاد كوريا الجنوبية لكرة القدم) |

| 7 يونيو 2008 المرحلة الثالثة في تصفيات آسيا لكأس العالم 2010 | الإمارات العربية المتحدة | 0–1   | إيران            | العين (أبو ظبي), الإمارات العربية المتحدة                                                   |
| 20:00 ت ع م+4                                                |                          | تقرير | - فريدون زندي 8' | الملعب: استاد خليفة بن زايد الحضور: 9,000 الحكم: يويتشي نيشيمورا (اتحاد اليابان لكرة القدم) |

| 14 يونيو 2008 المرحلة الثالثة في تصفيات آسيا لكأس العالم 2010 | الكويت              | 2–3   | الإمارات العربية المتحدة                | السالمية (الكويت)، الكويت                                                              |
| 20:45 ت ع م+3                                                 | - أحمد عجب 52'، 79' | تقرير | - إسماعيل مطر 23'، 39' - سيف محمد 90+1' | الملعب: ملعب ثامر الحضور: 20,000 الحكم: صبح الدين محمد صالح (اتحاد ماليزيا لكرة القدم) |

| 22 يونيو 2008 المرحلة الثالثة في تصفيات آسيا لكأس العالم 2010 | الإمارات العربية المتحدة  | 1–3   | سوريا                                       | العين (أبو ظبي), الإمارات العربية المتحدة                                             |
| 20:00 ت ع م+4                                                 | - إسماعيل مطر 83' (ركلة.) | تقرير | - جهاد الحسين 34'، 51' - سنحاريب ملكي 90+3' | الملعب: ملعب طحنون بن محمد الحضور: 7,000 الحكم: مارك شيلد (اتحاد أستراليا لكرة القدم) |

| 20 أغسطس 2008 مباراة ودية | الجزائر         | 1–0   | الإمارات العربية المتحدة | لو توكيه، فرنسا                                                             |
| 20:00 ت ع م+2             | - ياسين بزاز 8' | تقرير |                          | الملعب: Stade Ferdinand Petit الحكم: أنتوني غوتييه (اتحاد فرنسا لكرة القدم) |

| 29 أغسطس 2008 مباراة ودية | الإمارات العربية المتحدة           | 2–3   | البحرين                                                 | أبو ظبي, الإمارات العربية المتحدة |
| 21:00 ت ع م+4             | - إسماعيل مطر 33' - محمد الشحي 51' | تقرير | - سيد محمد عدنان 10'، 75' - Al Dakheel [الإنجليزية] 80' | الملعب: ستاد محمد بن زايد         |

| 6 سبتمبر 2008 المرحلة الرابعة في تصفيات آسيا لكأس العالم 2010 | الإمارات العربية المتحدة | 1–2   | كوريا الشمالية                    | أبو ظبي, الإمارات العربية المتحدة                                                            |
| 22:15 ت ع م+4                                                 | - بشير سعيد 86'          | تقرير | - Kum-Chol 72' - أن تشول هيوك 81' | الملعب: ستاد محمد بن زايد الحضور: 10,000 الحكم: رافشان إيرماتوف (اتحاد أوزبكستان لكرة القدم) |

| 10 سبتمبر 2008 المرحلة الرابعة في تصفيات آسيا لكأس العالم 2010 | الإمارات العربية المتحدة | 1–2   | السعودية                           | أبو ظبي, الإمارات العربية المتحدة                                                          |
| 22:15 ت ع م+4                                                  | - سبيت خاطر 23'          | تقرير | - عبده عطيف 69' - أحمد الفريدي 73' | الملعب: ستاد محمد بن زايد الحضور: 15,000 الحكم: يويتشي نيشيمورا (اتحاد اليابان لكرة القدم) |

| 9 أكتوبر 2008 مباراة ودية | اليابان            | 1–1   | الإمارات العربية المتحدة | نيغاتا، اليابان                                                                             |
| 14:20 ت ع م+9             | - شينجي كاغاوا 72' | تقرير | - إسماعيل الحمادي 77'    | الملعب: ملعب توهوكو دينريوكو بيغ سوان الحكم: صبح الدين محمد صالح (اتحاد ماليزيا لكرة القدم) |

| 15 أكتوبر 2008 المرحلة الرابعة في تصفيات آسيا لكأس العالم 2010 | كوريا الجنوبية                                            | 4–1   | الإمارات العربية المتحدة | سول، كوريا الجنوبية                                                                       |
| 20:00 ت ع م+9                                                  | - إي غن هو 20'، 80' - بارك جي سونغ 26' - غواك تاي هوي 89' | تقرير | - إسماعيل الحمادي 72'    | الملعب: ملعب كأس العالم بسول الحضور: 30,000 الحكم: ماثيو بريز (اتحاد أستراليا لكرة القدم) |

| 19 نوفمبر 2008 المرحلة الرابعة في تصفيات آسيا لكأس العالم 2010 | الإمارات العربية المتحدة | 1–1   | إيران            | دبي, الإمارات العربية المتحدة                                                              |
| 19:15 ت ع م+4                                                  | - عبد الرحيم جمعة 19'    | تقرير | - كريم باقري 81' | الملعب: استاد آل مكتوم الحضور: 8,000 الحكم: صبح الدين محمد صالح (اتحاد ماليزيا لكرة القدم) |

| 27 ديسمبر 2008 مباراة ودية | الإمارات العربية المتحدة                              | 2–2   | العراق                                              | العين (أبو ظبي), الإمارات العربية المتحدة |
| 18:30 ت ع م+4              | - محمد عمر (لاعب كرة قدم إماراتي) 49' - فايز جمعة 80' | تقرير | - محمد ناصر (لاعب كرة قدم) 42' - علي حسين رحيمة 85' | الملعب: استاد خليفة بن زايد               |

| 30 ديسمبر 2008 مباراة ودية | الإمارات العربية المتحدة | 0–0   | الكويت | دبي, الإمارات العربية المتحدة |
| 18:40 ت ع م+4              |                          | تقرير |        | الملعب: ملعب زعبيل            |

### 2009
| 5 يناير 2009 كأس الخليج العربي 19 | الإمارات العربية المتحدة                                                            | 3–1   | اليمن              | مسقط (عمان)، عمان                      |
| 18:08 ت ع م+4                     | - محمد عمر (لاعب كرة قدم إماراتي) 6' (ركلة.) - إسماعيل الحمادي 14' - محمد الشحي 67' | تقرير | - علي النونو 90+1' | الملعب: ملعب الشرطة السلطانية العمانية |

| 8 يناير 2009 كأس الخليج العربي 19 | قطر | 0–0   | الإمارات العربية المتحدة | مسقط (عمان)، عمان                      |
| 18:00 ت ع م+4                     |     | تقرير |                          | الملعب: ملعب الشرطة السلطانية العمانية |

| 11 يناير 2009 كأس الخليج العربي 19 | الإمارات العربية المتحدة | 0–3   | السعودية                                                     | مسقط (عمان)، عمان                  |
| 18:00 ت ع م+4                      |                          | تقرير | - ياسر القحطاني 58' - عبد الله الزوري 70' - أحمد الفريدي 72' | الملعب: مجمع السلطان قابوس الرياضي |

| 21 يناير 2009 تصفيات كأس آسيا 2011 | ماليزيا | 0–5   | الإمارات العربية المتحدة                                                                                           | كوالالمبور، ماليزيا                                                                                      |
| 20:45 ت ع م+8                      |         | تقرير | - محمد عمر (لاعب كرة قدم إماراتي) 29'، 45+1' (ركلة.) - إسماعيل مطر 62'، 76' - أحمد خليل (لاعب كرة قدم إماراتي) 85' | الملعب: ملعب اتحاد كرة قدم كوالالمبور الحضور: 10,000 الحكم: بن ويليامز (حكم) (اتحاد أستراليا لكرة القدم) |

| 28 يناير 2009 تصفيات كأس آسيا 2011 | الإمارات العربية المتحدة | 0–1   | أوزبكستان          | الشارقة, الإمارات العربية المتحدة                                                      |
| 19:00 ت ع م+4                      |                          | تقرير | - فرهاد تاجييف 30' | الملعب: استاد الشارقة الحضور: 15,000 الحكم: يويتشي نيشيمورا (اتحاد اليابان لكرة القدم) |

| 28 مارس 2009 المرحلة الرابعة في تصفيات آسيا لكأس العالم 2010 | كوريا الشمالية                                                | 2–0   | الإمارات العربية المتحدة | بيونغيانغ، كوريا الشمالية                                                             |
| 15:30 ت ع م+9                                                | - باك نام-تشول (لاعب كرة قدم مواليد 1985) 51' - من إن غوك 70' | تقرير |                          | الملعب: ملعب كيم إل سونغ الحضور: 50,000 الحكم: ماثيو بريز (اتحاد أستراليا لكرة القدم) |

| 1 أبريل 2009 المرحلة الرابعة في تصفيات آسيا لكأس العالم 2010 | السعودية                                                                                  | 3–2   | الإمارات العربية المتحدة             | الرياض، السعودية                                                                                               |
| 20:30 ت ع م+3                                                | - عبده عطيف 4' (ركلة.) - فارس جمعة 70' (ه.ذ.) - نايف هزازي (لاعب كرة قدم مواليد 1988) 85' | تقرير | - محمد الشحي 38' - إسماعيل مطر 45+1' | الملعب: مدينة الملك فهد الرياضية (الرياض) الحضور: 70,000 الحكم: صبح الدين محمد صالح (اتحاد ماليزيا لكرة القدم) |

| 2 يونيو 2009 مباراة ودية | الإمارات العربية المتحدة               | 2–7   | ألمانيا                                                                                                  | دبي, الإمارات العربية المتحدة                                                              |
| 20:00 ت ع م+4            | - إسماعيل الحمادي 53' - نواف مبارك 73' | تقرير | - هايكو فيسترمان 29' - ماريو غوميز 35'، 45'، 47'، 90' - بيوتر تروخوفسكي 39' - عبد السلام جمعة 52' (ه.ذ.) | الملعب: استاد آل مكتوم الحضور: 25,000 الحكم: Naser Al-Ghafary (الاتحاد الأردني لكرة القدم) |

| 6 يونيو 2009 المرحلة الرابعة في تصفيات آسيا لكأس العالم 2010 | الإمارات العربية المتحدة | 0–2   | كوريا الجنوبية                        | دبي, الإمارات العربية المتحدة                                                          |
| 20:15 ت ع م+4                                                |                          | تقرير | - بارك تشو يونغ 9' - غي سونغ يونغ 37' | الملعب: استاد آل مكتوم الحضور: 4,000 الحكم: عبد الله بليدة (الاتحاد القطري لكرة القدم) |

| 10 يونيو 2009 المرحلة الرابعة في تصفيات آسيا لكأس العالم 2010 | إيران           | 1–0   | الإمارات العربية المتحدة | طهران، إيران                                                                          |
| 19:00 ت ع م+4:30                                              | - علي كريمي 53' | تقرير |                          | الملعب: ملعب آزادي الحضور: 38,000 الحكم: رافشان إيرماتوف (اتحاد أوزبكستان لكرة القدم) |

| 10 أكتوبر 2009 مباراة ودية | الإمارات العربية المتحدة | 1–1   | فلسطين               | دبي, الإمارات العربية المتحدة                                      |
| 19:00 ت ع م+4              | - سعيد الكاس 50'         | تقرير | - إسماعيل العمور 35' | الملعب: ملعب زعبيل الحكم: بنجر الدوسري (الاتحاد القطري لكرة القدم) |

| 14 أكتوبر 2009 مباراة ودية | الإمارات العربية المتحدة                                                    | 3–1   | الأردن             | دبي, الإمارات العربية المتحدة                                                            |
| 19:00 ت ع م+4              | - محمد الشحي 35' - Al Khalifi [الإنجليزية] 56' - محمد راشد سرور 79' (ركلة.) | تقرير | - عبد الله ذيب 68' | الملعب: ملعب مكتوم بن راشد آل مكتوم الحكم: عبد الله الهلالي (الاتحاد العماني لكرة القدم) |

| 15 نوفمبر 2009 International Cup ‏ | الإمارات العربية المتحدة | 0–0 (3–2 ج) | جمهورية التشيك | العين (أبو ظبي), الإمارات العربية المتحدة                                     |
| 15:30 ت ع م+4                     |                          | تقرير       |                | الملعب: ملعب طحنون بن محمد الحكم: Suleiman Jaber (الاتحاد الأردني لكرة القدم) |

| 18 نوفمبر 2009 International Cup ‏ | الإمارات العربية المتحدة | 0–1   | العراق          | العين (أبو ظبي), الإمارات العربية المتحدة                                                |
| 15:00 ت ع م+4                     |                          | تقرير | - مهدي كريم 22' | الملعب: ملعب طحنون بن محمد الحكم: Samir Mahmoud [الإنجليزية] (الاتحاد المصري لكرة القدم) |

| 16 ديسمبر 2009 مباراة ودية | الكويت | 0–0   | الإمارات العربية المتحدة | مدينة الكويت، الكويت     |
| 18:30 ت ع م+3              |        | تقرير |                          | الملعب: ملعب نادي الكويت |